# 卡罗琳公主炮台
卡罗琳公主炮台，是直布罗陀的一个炮台，位于上巨岩自然保护区北端。它经常与附近的安妮公主炮台混淆。该炮台得名于英王乔治二世的女儿卡罗琳公主。该炮台始建于1732年，1905年翻修。后炮台停用，上面的火炮也一并拆除。